# Bionville-sur-Nied
Bionville-sur-Nied (Duits: Bingen an der  Nied) is een gemeente in het Franse departement Moselle (regio Grand Est) en telt 360 inwoners (2005). De plaats maakt deel uit van het arrondissement Forbach-Boulay-Moselle.

## Geografie
De oppervlakte van Bionville-sur-Nied bedraagt 8,5 km², de bevolkingsdichtheid is 42,4 inwoners per km².
De onderstaande kaart toont de ligging van Bionville-sur-Nied met de belangrijkste infrastructuur en aangrenzende gemeenten.

## Demografie
Onderstaande figuur toont het verloop van het inwonertal (bron: INSEE-tellingen).